# Alberto Federico Acosta
Alberto Federico Acosta Tabizzi (Arocena, Provincia de Santa Fe, 23 de agosto de 1966) es un exfutbolista argentino. Jugaba como delantero y su primer equipo fue Union de Santa Fe.
Es el sexto máximo goleador de la historia de San Lorenzo de Almagro y uno de los máximos ídolos históricos de la Universidad Católica de Chile.
Fue seleccionado argentino y participó en las Copas América de 1993 y 1995, siendo campeón en la del '93.

## Trayectoria
Comenzó a jugar al fútbol en los clubes Libertad y 9 de Julio de Arocena, pasando luego a General Belgrano de la vecina Coronda. Por esa época hizo una prueba en Central San Carlos de San Carlos Centro, pero no fue aceptado en el club porque un entrenador juzgó que no tenía condiciones para destacarse como futbolista. A los 15 años fue reclutado por Unión de Santa Fe. Mostró su talento en el torneo juvenil Proyección 86, lo que le permitió afianzarse en el equipo y comenzar a jugar en la Primera División de la Liga Santafesina de Fútbol.
Su aparición en la Primera División se produjo el 13 de julio de 1986, en un partido en que Unión de Santa Fe empató sin goles ante Argentinos Juniors.
Luego de completar sus dos primeras temporadas como profesional, fue fichado por San Lorenzo en 1988. Su buena actuación en el club le permitió hacer su primera experiencia fuera de su país, al ser contratado por el Toulouse de la Division 1 de Francia. Sin embargo su rendimiento no fue el esperado, por lo que terminó retornando a San Lorenzo. Allí recuperó su nivel y se consagró goleador del Torneo Apertura 1992. Luego de ello, a fines de diciembre de 1992, pasó a Boca Juniors. Si bien Acosta no pudo asentarse en su nuevo club, al menos consiguió marcar en tres Superclásicos, dos de ellos oficiales y uno en condición de visitante.
En 1994 arribó a la Universidad Católica, un club de la máxima categoría del fútbol chileno. Allí armó una sociedad emblemática con su compatriota Néstor Gorosito. Su presencia en la UC se extendió hasta 1997, con una pausa en 1996 en la que migró hacia Japón para jugar con el Yokohama Marinos. 
Durante su etapa en la UC, Acosta marcó 92 goles en 105 partidos, y se consagró campeón de la Copa Interamericana 1994, primer título internacional del club, de la Copa Chile 1995 y del Torneo Apertura 1997. Así mismo, lideró a su equipo en la conquista de la Liguilla Pre-Libertadores de 1994 y 1995, y terminó como máximo goleador de la Copa Libertadores 1997 con 11 anotaciones. 
En el verano de 1998 regresó nuevamente a San Lorenzo. Un año después, sin embargo, partió hacia Portugal para sumarse al Sporting Lisboa, club con el que se consagraría campeón de la Primeira Liga en la temporada 1999-2000 (aportando con 22 goles en 33 partidos).
Acosta regresó a San Lorenzo en 2001 para cerrar su cuarto ciclo en el club. Se consagró campeón de la Copa Mercosur 2001 y de la Copa Sudamericana 2002. En su último partido, logró convertir de penal el gol 300 de su carrera, que lo convertiría en el segundo goleador del torneo.
Tras su retiro del profesionalismo, integró la selección de fútbol playa de Argentina que disputó la Copa Mundial de Fútbol Playa FIFA 2005.
En 2008 regresó al césped luego de varios años de inactividad y con 42 años. En su debut con Fénix, club que por entonces militaba en la Primera C (cuarta categoría del fútbol argentino), convirtió un gol. Allí jugó seis partidos en los que anotó dos goles. También tuvo la oportunidad de compartir la cancha con su hijo Mickael Acosta, quien para la época intentaba desarrollar una carrera como futbolista profesional.
Nuevamente retirado, jugó al showbol con otros exprofesionales, llegando a ser parte de la selección de Argentina que disputó la Copa América 2010.
En 2011 fue operado por un cáncer tiroideo.

## Selección nacional
Con la selección participó de dos Copa América, la de 1993 en Ecuador, donde se consagró campeón, y la de 1995. También participó de la primera edición de la Copa Rey Fahd en Arabia Saudita de 1992, donde fue campeón de dicho torneo.

#### Participaciones en Copas América
| Torneo            | Sede    | Resultado        |
| ----------------- | ------- | ---------------- |
| Copa América 1993 | Ecuador | Campeón          |
| Copa América 1995 | Uruguay | Cuartos de final |

#### Participaciones en Copas Confederaciones
| Torneo             | Sede           | Resultado |
| ------------------ | -------------- | --------- |
| Copa Rey Fahd 1992 | Arabia Saudita | Campeón   |

## Estadísticas
| Club                                                  | Div.                | Temporada           | Liga  | Liga  | Copas nacionales | Copas nacionales | Torneos internacionales | Torneos internacionales | Otras Competiciones | Otras Competiciones | Total | Total | Media goleadora |
| Club                                                  | Div.                | Temporada           | Part. | Goles | Part.            | Goles            | Part.                   | Goles                   | Part.               | Goles               | Part. | Goles | Media goleadora |
| ----------------------------------------------------- | ------------------- | ------------------- | ----- | ----- | ---------------- | ---------------- | ----------------------- | ----------------------- | ------------------- | ------------------- | ----- | ----- | --------------- |
| CA Unión Argentina                                    | 1.ª                 | 1986-87             | 38    | 7     | —                | —                | —                       | —                       | —                   | —                   | 38    | 7     | 0,18            |
| CA Unión Argentina                                    | 1.ª                 | 1987-88             | 33    | 8     | —                | —                | —                       | —                       | —                   | —                   | 33    | 8     | 0,24            |
| CA Unión Argentina                                    | Total club          | Total club          | 71    | 15    | 0                | 0                | 0                       | 0                       | 0                   | 0                   | 71    | 15    | 0,21            |
| San Lorenzo Argentina                                 | 1.ª                 | 1988-89             | 34    | 15    | —                | —                | 11                      | 1                       | 7                   | 4                   | 52    | 20    | 0,38            |
| San Lorenzo Argentina                                 | 1.ª                 | 1989-90             | 28    | 15    | —                | —                | —                       | —                       | —                   | —                   | 28    | 15    | 0,53            |
| San Lorenzo Argentina                                 | Total 1.ª etapa     | Total 1.ª etapa     | 62    | 30    | 0                | 0                | 11                      | 1                       | 7                   | 4                   | 80    | 35    | 0,44            |
| Toulouse FC Francia                                   | 1.ª                 | 1990-91             | 31    | 6     | 2                | 1                | —                       | —                       | 2                   | 0                   | 35    | 7     | 0,20            |
| Toulouse FC Francia                                   | 1.ª                 | 1991                | 6     | 0     | —                | —                | —                       | —                       | —                   | —                   | 6     | 0     | 0,00            |
| Toulouse FC Francia                                   | Total club          | Total club          | 37    | 6     | 2                | 1                | 0                       | 0                       | 2                   | 0                   | 41    | 7     | 0,17            |
| San Lorenzo Argentina                                 | 1.ª                 | 1991-92             | 21    | 7     | —                | —                | 12                      | 5                       | 1                   | 0                   | 34    | 12    | 0,35            |
| San Lorenzo Argentina                                 | 1.ª                 | 1992                | 19    | 13    | —                | —                | —                       | —                       | —                   | —                   | 19    | 13    | 0,68            |
| San Lorenzo Argentina                                 | Total 2.ª etapa     | Total 2.ª etapa     | 40    | 20    | 0                | 0                | 12                      | 5                       | 1                   | 0                   | 53    | 25    | 0,47            |
| Boca Juniors Argentina                                | 1.ª                 | 1993                | 18    | 7     | —                | —                | —                       | —                       | —                   | —                   | 18    | 7     | 0,38            |
| Boca Juniors Argentina                                | 1.ª                 | 1993-94             | 16    | 4     | —                | —                | 8                       | 2                       | —                   | —                   | 24    | 6     | 0,25            |
| Boca Juniors Argentina                                | Total club          | Total club          | 34    | 11    | 0                | 0                | 8                       | 2                       | 0                   | 0                   | 42    | 13    | 0,30            |
| Universidad Católica · Chile                          | 1.ª                 | 1994                | 25    | 33    | 2                | 3                | 2                       | 1                       | 3                   | 4                   | 32    | 41    | 0,28            |
| Universidad Católica · Chile                          | 1.ª                 | 1995                | 20    | 10    | 5                | 10               | 9                       | 7                       | 1                   | 0                   | 35    | 27    | 0,77            |
| Universidad Católica · Chile                          | Total 1.ª etapa     | Total 1.ª etapa     | 45    | 43    | 7                | 13               | 11                      | 8                       | 4                   | 4                   | 67    | 68    | 1,01            |
| Yokohama Marinos Japón                                | 1.ª                 | 1996                | 21    | 10    | 14               | 4                | 3                       | 7                       | —                   | —                   | 38    | 21    | 0,55            |
| Universidad Católica · Chile                          | 1.ª                 | 1997                | 25    | 13    | —                | —                | 10                      | 11                      | —                   | —                   | 35    | 24    | 0,69            |
| Universidad Católica · Chile                          | Total club          | Total club          | 70    | 56    | 7                | 13               | 21                      | 19                      | 4                   | 4                   | 102   | 92    | 0,90            |
| San Lorenzo Argentina                                 | 1.ª                 | 1998                | 19    | 9     | —                | —                | —                       | —                       | —                   | —                   | 19    | 9     | 0,47            |
| San Lorenzo Argentina                                 | 1.ª                 | 1998                | 13    | 8     | —                | —                | 10                      | 4                       | —                   | —                   | 23    | 12    | 0,52            |
| San Lorenzo Argentina                                 | Total 3.ª etapa     | Total 3.ª etapa     | 32    | 17    | 0                | 0                | 10                      | 4                       | 0                   | 0                   | 42    | 21    | 0,50            |
| Sporting de Lisboa Portugal                           | 1.ª                 | 1998-99             | 13    | 3     | —                | —                | —                       | —                       | —                   | —                   | 13    | 3     | 0,23            |
| Sporting de Lisboa Portugal                           | 1.ª                 | 1999-00             | 33    | 22    | 4                | 2                | 2                       | 0                       | —                   | —                   | 39    | 24    | 0,61            |
| Sporting de Lisboa Portugal                           | 1.ª                 | 2000-01             | 32    | 14    | 6                | 5                | 6                       | 0                       | —                   | —                   | 44    | 19    | 0,43            |
| Sporting de Lisboa Portugal                           | Total club          | Total club          | 78    | 39    | 10               | 7                | 8                       | 0                       | 0                   | 0                   | 96    | 46    | 0,47            |
| San Lorenzo Argentina                                 | 1.ª                 | 2001-02             | 29    | 11    | —                | —                | 12                      | 6                       | —                   | —                   | 41    | 17    | 0,41            |
| San Lorenzo Argentina                                 | 1.ª                 | 2002-03             | 30    | 11    | —                | —                | 8                       | 3                       | —                   | —                   | 38    | 14    | 0,36            |
| San Lorenzo Argentina                                 | 1.ª                 | 2003                | 18    | 10    | —                | —                | 4                       | 3                       | —                   | —                   | 22    | 13    | 0,59            |
| San Lorenzo Argentina                                 | Total 4.ª etapa     | Total 4.ª etapa     | 77    | 32    | 0                | 0                | 24                      | 12                      | 0                   | 0                   | 89    | 44    | 0,49            |
| San Lorenzo Argentina                                 | Total club          | Total club          | 211   | 99    | 0                | 0                | 57                      | 22                      | 8                   | 4                   | 276   | 125   | 0,45            |
| Retirado de la práctica del fútbol entre 2004 y 2008. |                     |                     |       |       |                  |                  |                         |                         |                     |                     |       |       |                 |
| CA Fénix Argentina                                    | 4.ª                 | 2009                | 6     | 2     | —                | —                | —                       | —                       | —                   | —                   | 6     | 2     | 0,33            |
| Total en su carrera                                   | Total en su carrera | Total en su carrera | 528   | 238   | 33               | 25               | 97                      | 50                      | 14                  | 8                   | 672   | 321   | 0,48            |
| 1. 2. 3. 4.                                           |                     |                     |       |       |                  |                  |                         |                         |                     |                     |       |       |                 |

## Palmarés

### Torneos nacionales
| Título                    | Club                 | País     | Año     |
| ------------------------- | -------------------- | -------- | ------- |
| Copa Chile                | Universidad Católica | Chile    | 1995    |
| Primera División de Chile | Universidad Católica | Chile    | A-1997  |
| Primeira Liga             | Sporting de Lisboa   | Portugal | 1999/00 |
| Supercopa de Portugal     | Sporting de Lisboa   | Portugal | 2000    |

### Torneos internacionales
| Título              | Club                 | Sede              | Año  |
| ------------------- | -------------------- | ----------------- | ---- |
| Copa Rey Fahd       | Selección Argentina  | Arabia Saudita    | 1992 |
| Copa América        | Selección Argentina  | Ecuador           | 1993 |
| Copa Interamericana | Universidad Católica | Santiago de Chile | 1994 |
| Copa Mercosur       | San Lorenzo          | Buenos Aires      | 2001 |
| Copa Sudamericana   | San Lorenzo          | Buenos Aires      | 2002 |

### Distinciones individuales
| Distinción                                                             | Año    |
| ---------------------------------------------------------------------- | ------ |
| Máximo goleador de Primera División (12 goles)                         | A-1992 |
| Parte del Equipo Ideal de América                                      | 1992   |
| Nominado a Futbolista del año en Sudamérica                            | 1992   |
| Máximo Goleador de la Primera División de Chile (33 goles)             | 1994   |
| Máximo Goleador Sudamericano (33 goles)                                | 1994   |
| Máximo goleador de la Copa Chile (10 goles)                            | 1995   |
| Máximo goleador de la Copa Libertadores (11 goles)                     | 1997   |
| Mejor jugador de la final de la Copa Sudamericana                      | 2002   |
| Máximo goleador Internacional de la historia de San Lorenzo (22 goles) | 2003   |
| Personalidad destacada del Deporte                                     | 2009   |